# Feltót község
Feltót község (románul: Comuna Tauț) község Arad megyében, Romániában. Központja Feltót, beosztott falvai Alménes, Felménes, Zarándnádas.

## Népessége
A 2011-es népszámlálás adatai alapján a község népessége 1779 fő volt.